# Xhanail
Xhanail är en ort i Mexiko.   Den ligger i kommunen Chilón och delstaten Chiapas, i den sydöstra delen av landet, 800 km öster om huvudstaden Mexico City. Xhanail ligger 1 214 meter över havet och antalet invånare är 235.
Terrängen runt Xhanail är kuperad. Runt Xhanail är det glesbefolkat, med 16 invånare per kvadratkilometer. Närmaste större samhälle är Yajalón, 19,1 km norr om Xhanail. I omgivningarna runt Xhanail växer i huvudsak städsegrön lövskog.